# 弗勒阿河

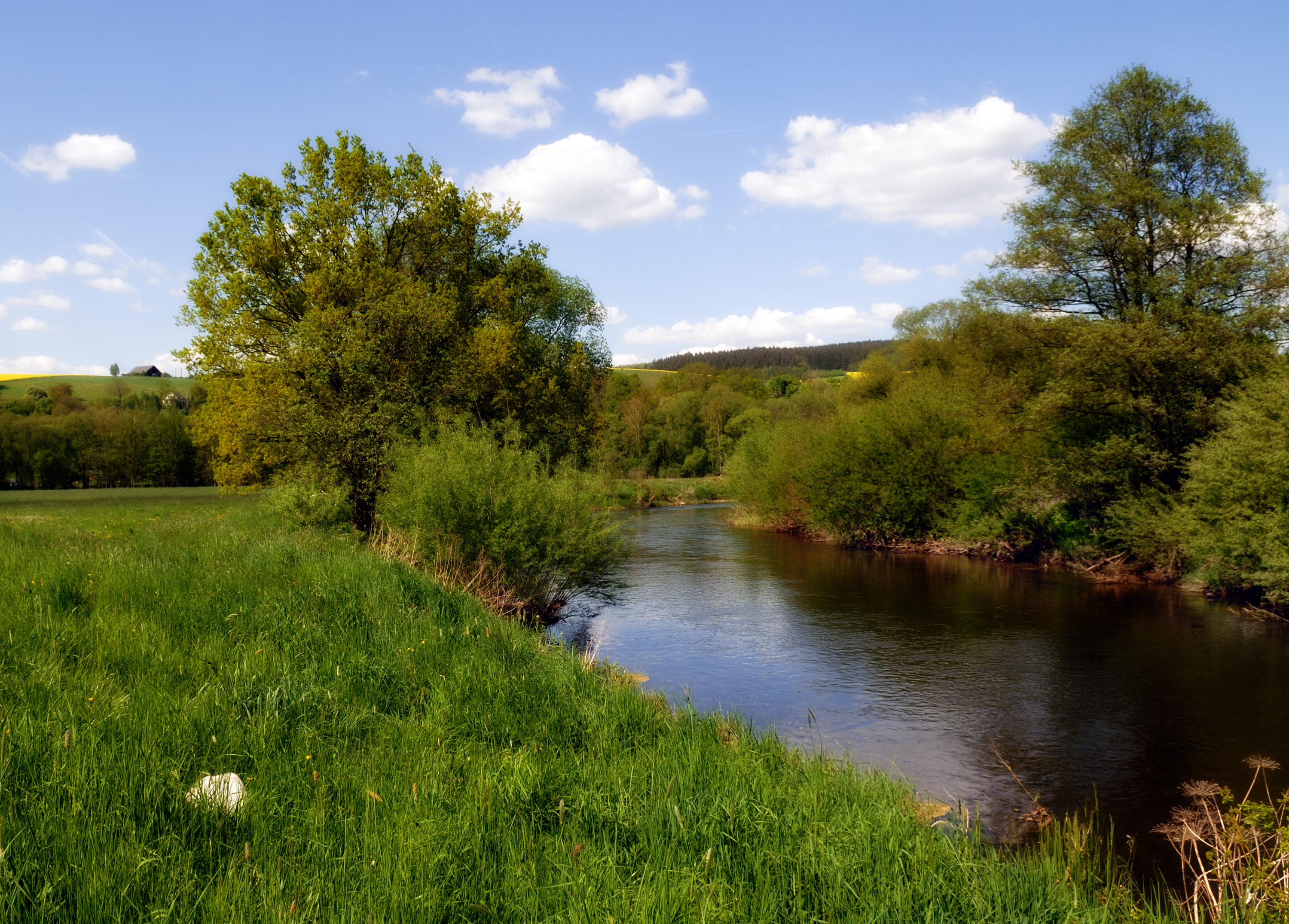

50°51′27″N 13°03′50″E / 50.8576°N 13.0639°E
弗勒阿河（德語：Flöha，發音：[ˈfløːa] ⓘ）是歐洲的河流，流經德國薩克森州和捷克烏斯季州，屬於喬保河的支流，河道全長67公里，流域面積799平方公里，河口處在弗勒阿。

## 外部連結
- 维基共享资源上的相關多媒體資源：弗勒阿河